# Phyllophaga ohausi
Phyllophaga ohausi är en skalbaggsart som beskrevs av Moser 1921. Phyllophaga ohausi ingår i släktet Phyllophaga och familjen Melolonthidae. Inga underarter finns listade i Catalogue of Life.